# Venera 2
Venera 2 (Russisch: Венера-2) was een Russische onbemande ruimtevlucht naar Venus uit het midden van de jaren 60 van de twintigste eeuw. Doel van deze missie was om onderzoek te verrichten tijdens het passeren van de planeet.

## Omgebouwde Marsrobot wordt Venusverkenner
De Russen hadden nog enkele verkenners op de plank liggen die waren overgebleven van de missies naar Mars tijdens het lanceervenster van 1964. Drie van deze sondes werden gemodificeerd om naar Venus te vliegen. In deze vroege beginjaren van de ruimtevaart ontbeerde men de technische mogelijkheid om Venera 2 af te remmen; van de sonde in een baan rond Venus brengen kon daarom geen sprake zijn. De robotverkenner moest Venus op een afstand van hooguit 40.000 km passeren aan de dagkant en foto's nemen.

## Wetenschappelijke instrumenten
Naast een tv-camera beschikte Venera 2 tevens over o.a. een geigerteller, magnetometer, een röntgenstralingsdetector (voor analyse van de Zon), ionenmeters en kosmische stralingsdetectors.

## Verloop van de missie

### Lancering
De Venera 2 werd gelanceerd op 12 november 1965 door een A-2-e draagraket vanaf Bajkonoer. Deze sonde had een gewicht van 963 kg.

### Vlucht naar Venus
Tijdens de vlucht naar Venus kampte Venera 2 al met communicatieproblemen. Eind februari 1966 naderde de verkenner de planeet en de vluchtleiding gaf de robot opdracht alle boordinstrumenten in te schakelen.

### Passage
Op 27 februari 1966 passeerde Venera 2 de planeet, waarbij de kortste afstand tot Venus 24.000 km bedroeg. Na de passage wachtten de Russen echter vergeefs op antwoord van Venera 2, die de verzamelde wetenschappelijke informatie niet doorseinde en verder taal noch teken gaf. De Russen probeerden naarstig om hun verkenner weer tot leven te wekken, maar op 4 maart 1966 gaf een ontgoochelde Russische vluchtleiding alle verdere communicatiepogingen op. Nadien kwam Venera 2 uiteindelijk in een heliocentrische baan.

### Oorzaak van problemen
Na onderzoek bleek dat slecht functioneren van het interne temperatuur-controlesysteem leidde tot een aanzienlijke stijging van de temperatuur aan boord. Zowel het boordinstrumentarium als de zonnepanelen bleken hier niet tegen bestand, waardoor verbinding met de Aarde uiteindelijk wegviel. Mocht Venera 2 tijdens zijn passage al hebben beschikt over functionerende instrumenten, dan nog kon de robot deze niet meer doorseinen.
1 · 2 · 3 · 4 · 5 · 6 · 7 · 8 · 9 · 10 · 11 · 12 · 13 · 14 · 15 · 16 · Vega 1 · Vega 2